# Invernaderos de Plantas Tropicales de Cosechas
Los Invernaderos de Plantas Tropicales de Cosechas en alemán : Gewächshaus für tropische Nutzpflanzen es un jardín botánico especializado en plantas tropicales de utilidad para cultivos cosechables, mantenidos por la  Universidad de Kassel. 

## Localización
Este complejo de invernaderos se ubican en Steinstraße 19, Witzenhausen, Hesse, Deutschland-Alemania, 
Se encuentran abiertos a visita pública varias tardes por semana.

## Historia
Los invernaderos se crearon por primera vez en 1902 para apoyar la escuela colonial de la agricultura, Comercio e Industria (fundada 1898), y entonces consistían en una casa de la palmera central, con casas tropicales y frías adyacentes. Estas casas fueron substituidas en 1937 por instalaciones más grandes que sufrieron graves daños durante la Segunda Guerra Mundial. 
La reconstrucción de la posguerra fue lenta y los invernaderos no fueron finalizados hasta 1957 bajo auspicios del Deutschen Instituts für Tropische und Subtropische Landwirtschaft GmbH (DITSL). Un invernadero moderno ( de 1200 m²) fue construido en 1965, con muchas mejoras en 1971, y  salas para seminarios ( de 300 m²) y el área de investigación ( de 150 m²) agregados en 1987 y 1995 respectivamente.

## Colecciones
Actualmente los invernaderos propiamente (1200 m²) están divididos en cinco áreas: una casa de la palmera (240 m²) de 10 metros de altura, una casa del café (225 m²), casa del cocotero (225 m²), casa de los campos de cultivo (225 m²), y orangerie (225 m²), cada una de ellas con 5 metros in altura.